# Чурешть (Олт)
Чурешть, Чурешті (рум. Ciurești) — село у повіті Олт в Румунії. Входить до складу комуни Корбу.
Село розташоване на відстані 110 км на захід від Бухареста, 27 км на схід від Слатіни, 72 км на схід від Крайови.

## Населення
За даними перепису населення 2002 року у селі проживали 190 осіб, усі — румуни. Усі жителі села рідною мовою назвали румунську.